# الخوبة (جازان)
الخوبة العاصمة الإدارية والمقر الرئيسي لمحافظة الحُرَّث جنوب منطقة جازان الواقعة جنوب غرب السعودية، ، وتَبعُد الخوبة حوالي 90 كيلومتر عن جنوب شرق جازان.

## سوق الخوبة الشعبي
تشتهر الخوبة بسوقها والمعروف باسم سوق الخوبة الذي يتم فيه عرض الكثير من المنتجات والحرف اليدوية، وتكثر الحركة به في يوم الخميس من كل أسبوع، والتي يشارك فيها أبناء المنطقة وكذلك عدد من أبناء اليمن، حيث أن الكثير من أبناء القرى اليمنية يقومون بعرض منتجاتهم في هذا السوق وعرض عدد من النباتات العطرية التي يتم استخدامها في الغالب من قبل نساء المنطقة لعمل بعض تسريحات الشعر المعروفة في منطقه جازان بـ(الشلفه) كما يشتهر هذا السوق بعرض العديد من أنواع الحيوانات والطيور وأهمها الصقور التي تجذب العديد من محبي مهنة تربيه الصقور من خارج المنطقة والنمور والضباع.
وسوق الخوبة تم تعطيله بسبب الحرب التي وقعت عام 2009 وذلك بعد أن تم إجلاء سكان الخوبة حفاظاً على أرواحهم. وبعد عودة السكان للمحافظة في 14 شعبان 1432 هـ، تم تجهيز سوق الخوبة للعمل بعد توقفه في بداية عام 1433 هـ.، وفي يوم 12 ربيع الأول من عام 1436 هـ تم تغيير موعد سوق الخوبة الشعبي الأسبوعي من يوم الخميس إلى يوم السبت ليوافق بذلك العطلة الأسبوعية.